# Người phụ nữ Lindow
Người phụ nữ Lindow (Lindow Woman) là tên một xác phụ nữ được tìm thấy trong một đầm lầy ở Cheshire, Anh vào ngày 13 tháng 5 năm 1983 bởi các máy cắt than bùn thương mại. Đây là một hài cốt đã bị rữa mục một phần, có niên đại hơn 1700 năm, được bảo quản tới ngày nay nhờ than bùn. Hài cốt phần lớn là một mảnh sọ, bị thiếu hàm, nhưng có mô mềm và tóc.

## Phát hiện
Tháng 5, năm 1983, hai người thợ đào than bùn phát hiện đầu lâu của một người phụ nữ trong một đầm lầy than bùn ở Cheshire, Anh. Nghi ngờ đây là một vụ giết người phi tang xác, người ta bắt đầu điều tra. Peter Reyn-Bardt, một người đàn ông 57 tuổi ở địa phương, đã bị nghi ngờ giết người vợ ngoại tình của mình, Malika de Fernandez, và dìm xác bà xuống đầm lầy. Cuối cùng ông ta đã ra tự thú rằng chính mình đã giết vợ vào năm 1961. Tuy nhiên sau khi đem thử nghiệm Carbon phóng xạ, các chuyên gia vô cùng bất ngờ vì cái đầu lâu có niên đại vào thế kỷ thứ 3. Đầu lâu xác ướp 1700 tuổi này được đặt tên là Lindow Woman (Người phụ nữ Lindow), được cho là người bị đem ra hiến tế trong một nghi lễ tôn giáo nào đó của các tộc người thời cổ. Cũng tại một đầm lầy than bùn ở Cheshire, một năm sau người ta phát hiện xác ướp Người đàn ông Lindow (Lindow Man).